# Trang trại pizza

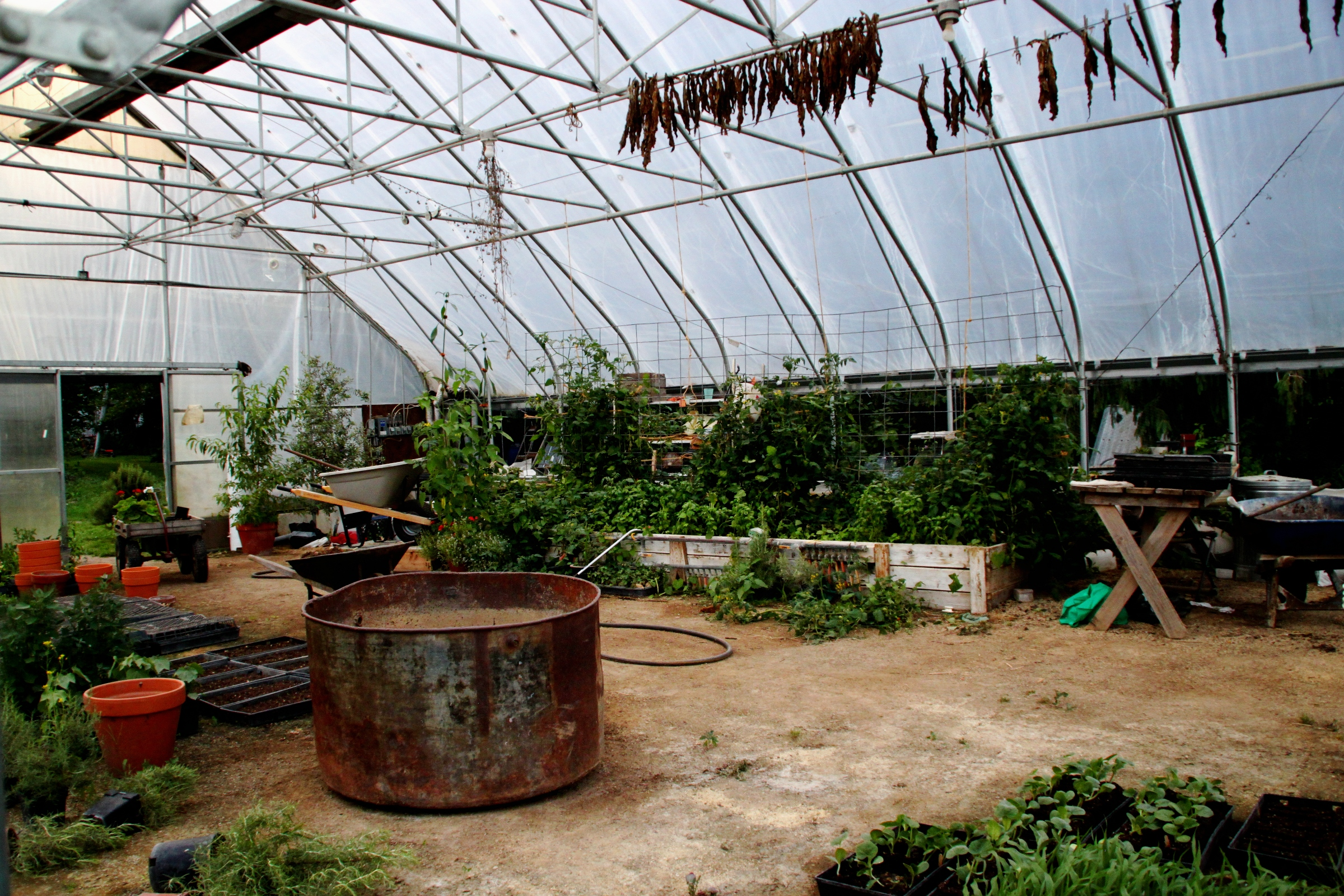
Nội thất nhà kính của một trang trại pizza kinh doanh pizza

Trang trại pizza có thể vừa là một cơ sở ăn uống tại một trang trại bán bánh pizza hoặc có thể là một trang trại trình diễn nhằm huấn thị cho du khách về nông nghiệp bằng cách trồng các nguyên liệu làm bánh pizza, đôi khi được thực hiện trên một mảnh đất hình tròn, chia thành các ô có hình dạng như những lát bánh pizza.

## Trang trại trình diễn
Một số trang trại pizza được dựng thành trang trại trình diễn, nhằm huấn thị cho du khách về nông nghiệp bằng cách trồng những nguyên liệu làm bánh pizza, đôi khi trên một mảnh đất hình tròn được chia thành các ô có hình dạng giống như những lát pizza. Trang trại thường trồng các nguyên liệu có thể dùng làm pizza, chẳng hạn như lúa mì để làm vỏ bánh, cà chua, rau thơm, thịt lợn để làm pepperoni, bò sữa để làm phô mai và thậm chí trồng cả cây để làm củi cho lò nướng bánh. Một số trang trại thậm chí còn có quyền sử dụng than hoặc khí đốt tự nhiên, sử dụng làm nhiên liệu bổ sung cho lò nướng pizza.

### Các ví dụ về trang trại trình diễn pizza
- Nông nghiệp tại Classroom Canada có các trang Trại pizza do học sinh trồng hằng năm.[1] Trong chương trình cũng có trồng thêm các loại thực phẩm khác, bao gồm cả "trang trại burger và khoai tây chiên".[2]
- The Pizza Farm tại Cobb Ranch (Fresno, California)[3]
- "R" Pizza Farm (Dow, Illinois)[4][5]

## Ẩm thực trang trại pizza
Một số trang trại pizza chủ yếu là các cơ sở dịch vụ ăn uống, bán bánh pizza ngay tại đó. Các trang trại pizza đã trở nên phổ biến ở Minnesota, Wisconsin và Iowa. Các trang trại thường trồng hoặc nuôi nhiều nguồn nguyên liệu cho riêng mình, tương tự như các trang trại pizza trình diễn.

### Các ví dụ về ẩm thực trang trại trình diễn pizza
- A to Z Produce and Bakery (Stockholm, Wisconsin)[8]
- Amber Waves Farm (Amagansett, New York)[8]
- Luna Valley Farm (Decorah, Iowa)[8]
- Pleasant Grove Pizza Farm (Waseca, Minnesota)[8]
- Hawkins Family Farm (North Manchester, Indiana)[8]
- Old Germantown (Germantown, Wisconsin)[9][10]